# Венцислав Върбанов
Венцислав Василев Върбанов е български политик, министър на земеделието, горите и аграрната реформа (1997 — 1999 г.) и министър на земеделието и горите (1999 — 2001 г.) в правителството на Иван Костов. Народен представител в XXXVIII (1997 г.), XXXIX (2001 — 2005 г.), XL (2005 — 2009 г.) и XLI народно събрание (2009; 2010 — 2013 година). От 2014 г. е председател на Асоциацията на земеделските производители в България (АЗПБ). Започва политическата си кариера като член на Български земеделски народен съюз — Народен съюз. В периода 2008 — 2011 г., когато е изключен, е част от партия Обединени земеделци. Към момента е председател на партия „Никола Петков“ /бивша БЗНС „Никола Петков“/.

## Биография
Венцислав Върбанов е роден на 16 април 1962 година в Долни Дъбник, Плевенско. Завършва Висшия институт по зоотехника и ветеринарна медицина в Стара Загора. Работи като технолог на кравеферма (1986 — 1988) и свинеферма (1988 — 1991 г.) в родния си град.
От 1991 до 1997 година Върбанов е кмет на Община Долни Дъбник.
На изборите през април 1997 г. е избран за народен представител в XXXVIII народно събрание от коалиция Обединени демократични сили от квотата на БЗНС-Народен съюз. Става част от правителството на Иван Костов, заемайки постовете министър на земеделието, горите и аграрната реформа (1997 — 1999 г.) и министър на земеделието и горите (1999 — 2001 година).
На изборите през юни 2001 г. е избран за депутат в XXXIX народно събрание от коалиция Обединени демократични сили – СДС, Народен съюз: БЗНС-Народен съюз и Демократическа партия, БСДП, Национално ДПС. Заместник-председател на Комисията по земеделието и горите и член на Комисията по околната среда и водите.
На изборите през юни 2005 г. е избран за народен представител в XL народно събрание от коалиция Български народен съюз. Заместник-председател на Комисията по земеделието и горите и член на Комисията по парламентарна етика.
На изборите през юли 2009 г. е избран за депутат в XLI народно събрание от Синята коалиция. Това става след решение на Централната избирателна комисия коалицията да получи мандат в 8 МИР Добрич, където е водач Върбанов, вместо в 19 МИР Русе. Съпредседателите на коалицията Иван Костов и Мартин Димитров обжалват пред Конституционния съд решението на ЦИК, съобразявайки се с молбата на водача в 19 МИР Русе Михаил Михайлов, твърдейки, че има грешка при преброяването на гласовете в избирателна секция в 19 МИР Русе поради което коалицията не е получила мандат оттам. Въз основа на тяхното действие, Върбанов напуска парламентарната група през септември 2009 година. Конституционният съд излиза през октомври с решение, че Синята коалиция получава един мандат в 19 МИР Русе и губи един мандат в 8 МИР Добрич, следователно Венцислав Върбанов напуска парламента, а Михайлов влиза в него. След като Върбанов престава да бъде депутат, Обединени земеделци, чийто представител е, остават без народни представители в рамките на Синята коалиция.
През февруари 2010 г. Конституционният съд касира частнично изборите от юли 2009 г. във връзка с нарушения в 23 избирателни секции в Турция. Поради това Синята коалиция губи мандат в 7 МИР Габрово и печели един в 8 МИР Добрич. Мариана Даракчиева напуска парламента, а Върбанов се завръща като народен представител в XLI народно събрание. Ден след като повторно встъпва в длъжност, той отново напуска парламентарната група на Синята коалиция. Заради това му решение Обединени земеделци го изключват. И през двата си периода в XLI НС е член на Комисията по земеделието и горите.
През 2014 г. е избран за председател на Асоциацията на земеделските производители в България (АЗПБ). Преизбран е през 2017 година.

### Личен живот
Той е баща на актьора Даниел Върбанов, който е известен с ролята на Баян в сериала „Войната на буквите“.